# 洛南新都市
洛南新都市（らくなんしんとし）は、京都府京都市伏見区の宇治川南部にある旧巨椋池干拓地に市街地を形成する構想。1984年1月に京都市が発表した。洛南新都心（らくなんしんとしん）とも呼ばれた。
サイエンスタウンとして構想されたが、施設建設の計画が難航したことなどにより、京都市南部地域の中核としての整備はその後、油小路通沿道のらくなん進都へと移った。
この新都市予定地近傍には京滋バイパスや第二京阪道路などが通っており交通の要衝ともなる。
この新都市に京都市営地下鉄烏丸線を延伸する構想もあったが、未着手である。また西京極球場に代わる大規模球場（名称未定）の構想もあるが具体化していない。